# بورلی (نبراسکا)
بورلی (به انگلیسی: Beverly) یک منطقهٔ مسکونی در ایالات متحده آمریکا است که در نبراسکا واقع شده‌است.